# Congénies
Congénies  là một xã trong tỉnh Vaunage in the Gard thuộc vùng Occitanie, phía nam nước Pháp. Xã Congénies nằm ở khu vực có độ cao trung bình 75 mét trên mực nước biển. Xã này nằm giữa Nîmes, Montpellier, Cevennes và Camargue.